# わすれた恋のはじめかた
『わすれた恋のはじめかた』（原題: Love Happens）は、2009年にアメリカで製作・公開された恋愛映画。日本では劇場公開されずビデオスルーになった。

## ストーリー
バークは自己啓発書の著者として多くの読者を獲得しているベストセラー作家。彼は2年前に妻を亡くし、その悲しみに打ちひしがれていた。そんなある日、彼は講演のために訪れたホテルで花屋のエロイースと出会う。彼女は幾つもの恋に破れてしまったために、恋に臆病になっている女性であった。そんな心に傷を持つ二人が、互いに惹かれあっていく。

## キャスト
| 役名                     | 俳優                           | 日本語吹替 |
| ------------------------ | ------------------------------ | ---------- |
| バーク・ライアン         | アーロン・エッカート           | 井上和彦   |
| エロイース・チャンドラー | ジェニファー・アニストン       | 安達忍     |
| レーン                   | ダン・フォグラー               | 石住昭彦   |
| マーティ                 | ジュディ・グリア               | 田村真紀   |
| タイラー                 | ジョー・アンダーソン           | 坂詰貴之   |
| ウォルター               | ジョン・キャロル・リンチ       | 水野龍司   |
| エロイースの母           | フランセス・コンロイ           | 加藤悦子   |
| バークの義父             | マーティン・シーン             | 糸博       |
| シンシア                 | ミシェル・ハリソン             | 水野ゆふ   |
| バークの義母             | ディアドラ・ブラデス           | 橘凛       |
| カメラマン               |                                | 下田レイ   |
| ベッキー                 | キャロル・ホッジ               | 高橋里枝   |
| イアン                   | クレイグ・アンダーソン         | 茶花健太   |
| モホーク                 | ブランドン・ジェイ・マクラレン |            |
| アルベルト               |                                | 玉野井直樹 |

- その他の日本語吹き替え:松井茜、板取政明、林和良、齋藤龍吾

## スタッフ
- 監督：ブランドン・キャンプ
- 製作：マイク・トンプソン、スコット・ステューバー
- 製作総指揮：J・マイルズ・デイル、リック・ソロモン、ライアン・カヴァノー
- 脚本：ブランドン・キャンプ、マイク・トンプソン
- 撮影：エリック・エドワーズ
- 音楽：クリストファー・ヤング
- 編集：デイナ・E・グローバーマン